# غريغ روبرتس (طبال)
غريغ روبرتس (بالإنجليزية: Greg Roberts)‏ هو طبال بريطاني، ولد في 12 ديسمبر 1958 في لندن في المملكة المتحدة.

## وصلات خارجية
- الموقع الرسمي
- غريغ روبرتس على موقع IMDb (الإنجليزية)
- غريغ روبرتس على موقع ميوزك برينز (الإنجليزية)
- غريغ روبرتس على موقع أول ميوزيك (الإنجليزية)
- غريغ روبرتس على موقع ديسكوغز (الإنجليزية)